# وای‌تی‌ال پاور
وای‌تی‌ال پاور (انگلیسی: YTL Power) شرکت برق مالزیایی است، که در سال ۲۰۰۰ توسط شرکت وای‌تی‌ال تأسیس شد.